# Eusparassus oraniensis
Eusparassus oraniensis là một loài nhện trong họ Sparassidae.
Loài này thuộc chi Eusparassus. Eusparassus oraniensis được Hippolyte Lucas miêu tả năm 1846.